# Federazione di rugby a 15 dell'Indonesia
La Federazione Rugby XV dell'Indonesia (in inglese Indonesian Rugby Football Union ) è l'organo che governa il Rugby a 15 nell'Indonesia.
Affiliata all'International Rugby Board, è inclusa fra le nazionali di terzo livello senza esperienze di Coppa del Mondo.